# Рожково (Нижньогородська область)
Рожково (рос. Рожково) — присілок в Городецькому районі Нижньогородської області Російської Федерації.
Населення становить 65 осіб. Входить до складу муніципального утворення Кумохинська сільрада.

## Історія
Від 2009 року входить до складу муніципального утворення Кумохинська сільрада.

## Населення
| 2002 | 2010 |
| ---- | ---- |
| 70   | ↘65  |